# 聖洛倫佐 (加利福尼亞州)
聖洛倫佐（英語：San Lorenzo）是位於美國加利福尼亞州阿拉米達縣的一個人口普查指定地區。

## 地理
聖洛倫佐的座標為37°40′52″N 122°07′28″W / 37.68111°N 122.12444°W，而該地最高點為海拔高度11米（即36英尺）。

## 人口
根據2010年美國人口普查的數據，聖洛倫佐的面積為7.174平方千米，當中陸地面積為7.157平方千米，而水域面積為0.017平方千米。當地共有人口23452人，而人口密度為每平方千米3,269人。